# Hrachovište
Hrachovište (deutsch Hrachowitz, ungarisch Borsós – bis 1907 Hrachovistye) ist eine Gemeinde in der Westslowakei. Sie ist etwa 10 Kilometer südwestlich von Nové Mesto nad Váhom und ungefähr 15 östlich von Myjava im Hügelland der Kleinen Karpaten im Bereich der Čachtické Karpaty gelegen.

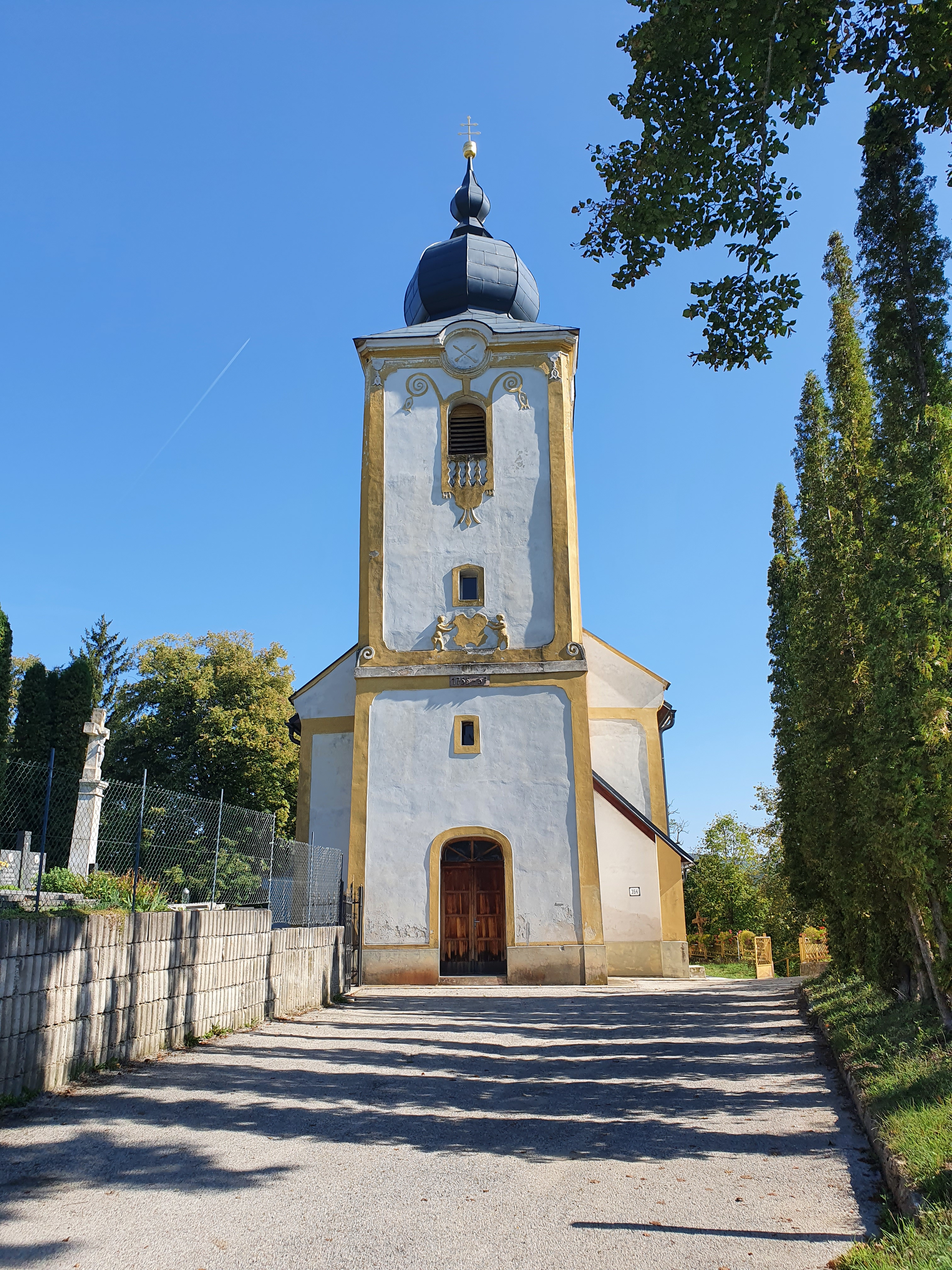
Mariä-Heimsuchung-Kirche

Der Ort wurde um 1392 zum ersten Mal in der Geschichtsschreibung erwähnt.

## Bevölkerung
| Jahr                | 1994 | 2004    | 2014    | 2024     |
| ------------------- | ---- | ------- | ------- | -------- |
| Anzahl der Personen | 666  | 694     | 720     | 644      |
| Unterschied         |      | +4,20 % | +3,74 % | −10,55 % |

| Jahr                | 2023 | 2024    |
| ------------------- | ---- | ------- |
| Anzahl der Personen | 643  | 644     |
| Unterschied         |      | +0,15 % |

## Verkehrsanbindung
Die Gemeinde ist an das öffentliche regionale Busnetz sowie an die Bahnstrecke Nové Mesto nad Váhom–Veselí nad Moravou angeschlossen.

## Persönlichkeiten
- Imrich Gablech (1915–2016), Brigadegeneral, Veteran des Zweiten Weltkrieges